# S/2004 S 13
S/2004 S 13 je prirodni satelit planeta Saturn otkriven 2004. godine. Vanjski nepravilni satelit iz Nordijske grupe s oko 6 kilometara u promjeru i orbitalnim periodom od 905.848 dana.